# Плейнвью (Техас)
Плейнвью (англ. Plainview) — город в США, расположенный в северо-западной части штата Техас, административный центр округа Хейл. По данным переписи за 2010 год число жителей составляло 22 194 человека, по оценке Бюро переписи США в 2015 году в городе проживало 20 919 человек.

## История
В 1886 году в район переехали фермер Максуэлл из округа Флойд, перегнавший 2000 овец, а также Эдвин Лоуи из Теннесси. В 1887 году Максуэлл и Лоуи решили воспользоваться возможностью основать город и открыли почтовое отделение. Названия Раннингуотер и Хэкберри-Гроув были отклонены и город получил название Плейнвью (от слова англ. plain, плоский), во многом из-за плоской и голой территории на мили вокруг. В июле 1888 года город был официально основан, а в августе того же года стал центром нового округа Хейл. В 1889 году в городе появились собственная газета и общественная школа. Город находился на пути перегона скота, обладал запасами воды и землями, пригодными как для земледелия, так и для выпаса скота, и поэтому его население быстро росло.
В 1906 году через город была проведена железная дорога Pecos and Northern Texas Railway, в результате чего в городе и окрестностях стало активнее развиваться сельское хозяйство. В 1907 году город получил собственные органы местного управления, к 1910 году численность населения достигла почти 3000 человек. В сентябре 1907 года была открыта музыкальная консерватория и колледж Central Plains, позже получивший название колледж Сет Уард. В 1916 году весь комплекс зданий колледжа сгорел. В 1909 году на землях и с помощью 10 000 долларов, пожертвованных Джоном Уэйлендом был основан баптистский колледж Уэйленда, теперь Баптистский университет Уэйленда.

## География
Плейнвью находится на северо-востоке округа, его координаты: 31°11′27″ с. ш. 101°43′24″ з. д..
Согласно данным бюро переписи США, площадь города составляет 35,7 км2, полностью занята сушей.

### Климат
Согласно классификации климатов Кёппена, в Плейнвью преобладает семиаридный климат умеренных широт.
| Показатель                    | Янв. | Фев. | Март | Апр. | Май  | Июнь | Июль | Авг. | Сен. | Окт. | Нояб. | Дек. | Год   |
| ----------------------------- | ---- | ---- | ---- | ---- | ---- | ---- | ---- | ---- | ---- | ---- | ----- | ---- | ----- |
| Абсолютный максимум, °C       | 28   | 32   | 33   | 36   | 38   | 42   | 41   | 41   | 38   | 38   | 32    | 27   | 42    |
| Средний суточный максимум, °C | 10,7 | 13,2 | 17,3 | 22,2 | 26,9 | 31,2 | 32,8 | 32   | 28,4 | 23   | 16,3  | 10,6 | 22,1  |
| Средняя температура, °C       | 2,6  | 4,7  | 8,6  | 13,6 | 19   | 23,8 | 25,6 | 24,9 | 20,8 | 14,8 | 8,1   | 2,8  | 14,2  |
| Средний суточный минимум, °C  | −5,4 | −3,7 | −0,1 | 5    | 11,1 | 16,4 | 18,4 | 17,8 | 13,1 | 6,5  | −0,1  | −4,9 | 6,2   |
| Абсолютный минимум, °C        | −22  | −22  | −18  | −9   | −4   | 3    | 9    | 7    |      | −7   | −15   | −20  | −22   |
| Норма осадков, мм             | 17,8 | 17,8 | 30,5 | 38,1 | 66   | 86,4 | 58,4 | 63,5 | 53,3 | 45,7 | 22,9  | 20,3 | 520,7 |
| Источник: weatherbase.com     |      |      |      |      |      |      |      |      |      |      |       |      |       |

## Население
Согласно переписи населения 2010 года в городе проживало 22 194 человека, было 7605 домохозяйств и 5536 семей. Расовый состав города: 68,5 % — белые, 5,2 % — афроамериканцы, 1,1 % — коренные жители США, 0,5 % — азиаты, 0,1 % (20 человек) — жители Гавайев или Океании, 21 % — другие расы, 3,7 % — две и более расы. Число испаноязычных жителей любых рас составило 59,6 %.
Из 7605 домохозяйств, в 42,7 % живут дети младше 18 лет. 50,8 % домохозяйств представляли собой совместно проживающие супружеские пары (22,7 % с детьми младше 18 лет), в 15,9 % домохозяйств женщины проживали без мужей, в 6,1 % домохозяйств мужчины проживали без жён, 27,2 % домохозяйств не являлись семьями. В 23,2 % домохозяйств проживал только один человек, 10,1 % составляли одинокие пожилые люди (старше 65 лет). Средний размер домохозяйства составлял 2,81 человека. Средний размер семьи — 3,32 человека.
Население города по возрастному диапазону распределилось следующим образом: 34,1 % — жители младше 20 лет, 26,7 % находятся в возрасте от 20 до 39, 26,9 % — от 40 до 64, 12,4 % — 65 лет и старше. Средний возраст составляет 30,7 года.
Согласно данным опросов пяти лет с 2010 по 2014 годы, средний доход домохозяйства в Плейнвью составляет 42 419 долларов США в год, средний доход семьи — 47 478 доллара. Доход на душу населения в городе составляет 17 875 долларов. Около 20,5 % семей и 25,9 % населения находятся за чертой бедности. В том числе 37,6 % в возрасте до 18 лет и 13,2 % в возрасте 65 и старше.

## Местное управление
Управление городом осуществляется мэром и городским советом из семи членов. Остальные ключевые должности являются назначаемыми, в том числе:
- сити-менеджер
- помощник сити-менеджера
- финансовый директор
- директор службы общественных работ
- начальник противопожарной службы
- начальник полиции
- муниципальный судья
- городской юрист
- городской секретарь

## Инфраструктура и транспорт
Через город проходят межштатная автомагистраль I-27, автомагистрали США под номерами 70 и 87, а также автомагистраль 194 штата Техас.
В городе находится аэропорт округа Хейл. Аэропорт располагает двумя взлётно-посадочными полосами длиной 1828 и 1219 метров. Ближайшим аэропортом, выполняющим коммерческие пассажирские рейсы, является международный аэропорт Lubbock Preston Smith International Airport в Лаббоке, примерно в 70 километрах к югу от города.

## Образование
Город обслуживается независимым школьным округом Плейнвью.
В городе находится основной филиал Баптистского университета Уэйланда, в котором обучается более 1000 человек. Также в городе располагается филиал колледжа South Plains.

## Экономика
Согласно финансовому отчёту города за 2015 год, доходы города в 2015 году составили $25,6 млн, расходы — $22 млн, город владел активами на $95,9 млн, обязательства составляли $35,7 млн. Крупнейшими работодателями в городе являются:
- Azteca Milling
- Central Plains MHMR Center
- Город Плейнвью
- Госпиталь Convenant
- Округ Хейл
- Независимый школьный округ Плейнвью
- Отдел уголовных наказаний штата Техас
- United Supermarkets
- Walmart
- Баптистский университет Уэйланда